# María Teresa Cano
María Teresa Cano Mendoza (Medellín, 1960) es una artista plástica colombiana y docente de la Universidad de Antioquia, que se caracteriza por criticar las estructuras tradicionales de la sociedad contemporánea, en especial reflexiona acerca de la imposición de roles sobre las mujeres, su interacción en el espacio público y privado y la percepción del cuerpo, el tiempo y el mundo doméstico. En su obra se encuentran pinturas, esculturas, grabados e instalaciones como parte de su lenguaje plástico/visual.

## Trayectoria
María Teresa Cano inició sus estudios en 1980 en la Universidad de Antioquia, allí obtuvo el título de Maestra en Artes Plásticas en 1989, posteriormente, realizó un magíster en Gestión Cultural que concluyó hacia 2014. Su obra gira en torno a plantear discusiones acerca de los modos en que se encuentra estructurada la sociedad contemporánea, particularmente le interesa la interacción con los espectadores para que sean activos partícipes de la puesta en escena, con lo anterior es evidente la búsqueda de la artista por romper las dinámicas tradicionales del campo artístico, criticando y cuestionando lo que se considera rutinario y normal en una sociedad hegemónica.
Para el inicio de la década de los ochenta, el Museo de Antioquia se encontraba en crisis y había una carencia de espacios para los artistas, por lo que el Museo de Arte Moderno de Medellín junto con el Salón Arturo Rabinovich, los artistas Bernardo Salcedo y Santiago Cárdenas, consolidaron un lugar que tuvo por objetivo brindarles escenarios de promoción y difusión a jóvenes artistas, universitarios y contemporáneos. Cano participó de la exposición con su pieza Yo, servida a la mesa, esta es una de sus primeras obras reconocidas en el medio artístico, consistía en múltiples autorretratos que se encontraban servidos sobre una mesa de madera, estos estaban hechos de diferentes alimentos los cuales desaparecieron cuando la artista invitó a los espectadores a comérselos. El objetivo del performance era hacer una crítica a la cosificación sexual del cuerpo femenino, en la que la artista es sujeto y objeto de la obra, a la par que se interpela la pasividad del espectador que suele considerarse un sujeto contemplativo. Este conjunto de esculturas le valió para ganarse el salón en el año 1981, cuando apenas cursaba el segundo semestre de su pregrado, posteriormente, en el año 2009, esta obra vuelve a exhibirse en el Museo de Arte Moderno de Medellín.

## Obra
En su obra Distancias (1990) expuesta en el Centro Colombo Americano de Medellín y Metáforas Bélicas (1996) exhibida en la Colección de Arte del Banco de la República, Cano se cuestiona sobre la imposición del rol de la mujer en la vida doméstica y familiar, reflexionando acerca de la ausencia del ser y del cuerpo femenino cuando se encuentra en estos espacios. Una de sus exposiciones más importantes tuvo lugar en la Galería Valenzuela y Klenner de Bogotá en el año 1993, la obra titulada Fuera de los límites domésticos tuvo tal relevancia en la escena artística de la época que esto le permitió ser invitada a exponer en diferentes salas y galerías a nivel nacional como el Museo de Arte en Medellín, el Museo de Arte Moderno de Bogotá, la Galería Lokkus, el Museo La Tertulia y el Salón Nacional de Artistas en Corferias, algunos de ellos a nivel internacional son el Museo Hammer en Los Ángeles y la Galería Camargo Vílaca de Brasil.
En los primeros años de su carrera sus obras se caracterizan por ser de corte performático e interactivo, en su primera exposición individual Un sueño para niños (1982) invitó a los espectadores, en especial a los infantes, a que se comieran los algodones de azúcar que se encontraban colgados alrededor de un espacio cerrado. Al año siguiente, muestra públicamente dos obras nuevas Máscaras y Menú, está última junto Con sabor a chocolate de 1984, involucran la antropofagia, la muerte y el ritual de la cena familiar como ejes conceptuales y reflexivos. Ese mismo año, María Teresa Cano hizo parte del Cuarto Salón Atenas del Museo de Arte de Bogotá y cierra el ciclo de obras encaminadas en esta línea con Naturaleza Viva, la cual fue una muestra en colaboración con el Planetario de Bogotá realizada en el año 1991.
Hacia los 2000, la artista decide replantearse sus modos de producción por lo que deja de un lado el performance aunque continúa realizando instalaciones, es allí en donde explora la iconografía animal, “Las imágenes de lobos, ovejas, hormigas y ouroboroses (serpientes que se muerden la cola) aparecieron en la obra de Cano debido a su rico simbolismo, mitología y conexión con el arte, la literatura y el onírico”, a partir de ese interés nació Animalandia (2002), la cual se expuso en el Museo de Arte de la Universidad Nacional de Colombia. Ese mismo año presentó su exhibición titulada Mi vida es privada, pública mi educación en la que plantea e interpela los límites existentes entre estos dos espacios.
Es importante rescatar que María Teresa Cano se pregunta y se cuestiona a través de su labor, la lectura que tienen las obras cuando se encuentran en el museo como institución, por lo que decide dirigir sus piezas al público del común y la gente cotidiana, lo anterior se materializa en Cada paso cuenta (2000) en la que junto a profesores y estudiantes de la Universidad de Antioquia, abordan el diario vivir de una persona con discapacidad en la ciudad de Medellín. Una de sus muestras más recientes, tuvo lugar en el año 2013, en el Museo de Arte Moderno de Medellín la cual es nombrada Coordenadas. Historias de la instalación en Antioquia.

### Ilaciones
Ilaciones es una de las exposiciones más importantes de María Teresa Cano, en ella se presenta una serie de obras que comprenden su trayectoria artística la cual está atravesada por su relación con el espacio doméstico reflexionando su capacidad multidimensional, es en este lugar en el que la artista realiza sus procesos creativos, por lo que esos modos de pensar y hacer el arte suscitó su interés en materializar su experiencia privada en una de carácter público. Lo doméstico y lo femenino se conectan y se expresan en objetos tales como la habitación, el armario, la cocina y la mesa. Érika Martínez Cuervo, curadora de la muestra afirma de la pieza Yo, servida a la mesa, "Las imágenes de su acción participativa quedaron registradas en el relato de arte de los ochenta como un signo de los cambios que este estaba experimentando y que durante toda la época van a darse tanto en las formas de producción como en los debates al interior de la academia y en la construcción de un pensamiento crítico sobre el arte local", el registro fotográfico de la acción participativa se encuentra exhibida en Radical Women: Latin American Art 1960-1985, curada por Andrea Giunta y Cecilia Fajardo-Hill. La historiadora de arte Carmen María Jaramillo escribió en un catálogo de la exposición dedicado a Colombia que "En los trabajos de Delfina Bernal, Rosa Navarro, Sandra Llano Mejía, María Evelia Marmolejo, María Teresa Cano y María Teresa Hincapié, la narrativa en primera persona crea conexiones derivadas de sentimientos y experiencias personales. Estas artistas eludieron el discurso teórico y giraron su mirada hacia la anécdota, un enfoque que refleja un momento en el que los discursos universales se derrumbaban. Como tal las obras hablan de temas comunes que no se pueden entender con generalizaciones".

La artista pretende reconfigurar los objetos que parecen tener una lectura impositiva y generalizada en la sociedad, esto a través de la experiencia reflexiva siendo mujer y siendo artista. Es posible encontrar que a todas las piezas de la exposición se les ha conferido una traducción poética, de hecho en una de las conversaciones que sostuvo la artista con la curadora Martínez ella devela que al retomar sus procesos entendía que siempre había estado indagando los mismos asuntos pero de maneras distintas:
"(…) Yo marco unas huellas, las remarco, las pongo allí en la superficie que intervengo. Es el recuerdo, de esas frases que se dijeron en escenarios caseros en los que había una forma espontánea de hacer y decir las cosas. A mí me conmueven esos asuntos que parecen simples y no me refiero a conmover en un sentido meramente emocional, estoy haciendo alusión a lo conmovedor como una experiencia que suscita un movimiento conjunto: una conmoción del todo, un movimiento que no vuelve a dejar las cosas como estaban".
Ilaciones tuvo lugar en la galería Lokkus Arte Contemporáneo en la ciudad de Medellín entre el 29 de septiembre y 17 de noviembre del 2018, nueve piezas hicieron parte de la exposición, Hasta que la muerte nos separe, Sobre nupcias y ausencias, Desdobles, Mañana serás el aire, Bruma, Sucesión, Yugo, Hormigas y Yo, servida a la mesa.

## Exposiciones
La artista cuenta con un total de veinticuatro exposiciones, nueve de ellas son muestra individuales y las otras quince colectivas:
- 1981: “Yo servida en la mesa” en “I Salón Arturo y Rebeca Rabinovich”. Museo de Arte Moderno de Medellín.
- 1982: “Un Sueño para Niños”. Galería de la Oficina. Medellín.
- 1983: “Máscaras”. Universidad de Antioquia. Medellín.
- 1983: “Menú”. Biblioteca Pública Piloto. Medellín.
- 1984: “XV Salón Atenas”. Museo de Arte Moderno de Bogotá.
- 1985: “Salón Arte Joven”. Museo de Arte Moderno La Tertulia. Cali.
- 1990: “Distancias”. Centro Colombo Americano. Medellín.
- 1991: “Naturaleza Viva”. Planetario Distrital. Bogotá.
- 1992: “III Bienal de Arte de Guyana”. Museo Jesús Soto. Ciudad Bolívar. Venezuela. “III Bienal de Arte de Bogotá”. Museo de Arte Moderno. Bogotá. “XXXIV Salón Nacional de Artistas Corferias”. Bogotá.
- 1993: “Fuera de los Límites Domésticos”. Galería Valenzuela y Klenner. Bogotá.
- 1993: “Colombia Nueva Generación”. Galería Camargo Vílaca, Brasil.
- 1994: “XXXV Salón Nacional de Artistas”. Corferias. Bogotá.
- 1999: "Cohabitación II", Valenzuela y Klenner Arte Contemporáneo. Bogotá.
- 1999: "Ayuno de palabras". Centro Colombo Americano. Medellín.
- 2000: "Carpeta de Grabados Cartón Colombia", itinerante: Cali, Medellín, Bogotá. “Cada paso cuenta”.
- 2001: "Horizontes". Museo de Arte Moderno de Medellín.
- 2002: "Animalandia". Museo de Arte, Universidad Nacional de Colombia, Bogotá.
- 2003: “Salón Arturo y Rebeca Rabinovich”. Museo de Arte Moderno de Medellín.
- 2004: "40 años de las artes plásticas en Antioquia". Casa de la Cultura Miguel Uribe Restrepo. Envigado, Antioquia.
- 2005: "Gama natura". Museo de Arte Moderno de Medellín. “Mi vida es privada pública mi educación”.
- 2005: "Donde está el cielo". Centro Colombo Americano. Medellín.
- 2007: “Cedo mi espacio en la Casa del Encuentro MDE07”. Medellín
- 2014: “Coordenadas. Historias de la instalación en Antioquia”. Museo de Arte Moderno de Medellín.
- 2018: “Ilaciones”. Lokkus Arte Contemporáneo. Medellín.[1]

### Reconocimientos
- 1981: Primer premio en el "Primer Salón Arturo y Teresa Rabinovich". Museo de Arte Moderno de Medellín.
- 1992: Premio "Tercera Bienal de Arte Efímero". Museo Jesús Soto, Ciudad Bolívar. Venezuela.[1]